# Brodie Allan Retallick
Brodie Allan Retallick zkráceně Brodie Retallick (*31. května 1991, Rangiora, Nový Zéland) je novozélandský ragbista, který hraje na postu druhořadníka za japonský klub Kobelco Kobe Steelers.
V roce 2014 byl zvolen nejlepším ragbistou světa. Na MS 2015 se stal mistrem světa. Na MS 2019 získal s Novým Zélandem 3. místo a na MS 2023 skončili druzí. Vyhrál devětkrát Rugby Championship (2012 - 2014, 2016 - 2018, 2021 - 2023). V roce 2018 položil pětku, která byla World Rugby zvolena pětkou roku. Je mistrem světa do 20 let z roku 2011.
V roce 2012 a 2013 se stal s klubem Chiefs vítězem Super Rugby.